# Grumman F8F Bearcat
Grumman F8F Bearcat byl americký palubní stíhací letoun amerického námořnictva vyvinutý v období druhé světové války. Poslední pístový stíhací letoun firmy Grumman byl používán až do 60. let a v soukromých rukou jich řada létá dodnes. Letoun se totiž stal oblíbeným typem pro přestavbu na závodní speciál a jako takový drží několik rekordů.
Sestrojený byl již roku 1943, ovšem první prototyp vzlétl až v roce následujícím. První sériové stroje se do služby dostaly až v květnu 1945, ale do bojů druhé světové války již nezasáhly. Některé stroje byly prodány do Jižního Vietnamu, Thajska a do Francie, v jejichž silách se účastnily bojů v Indočíně.

## Vývoj

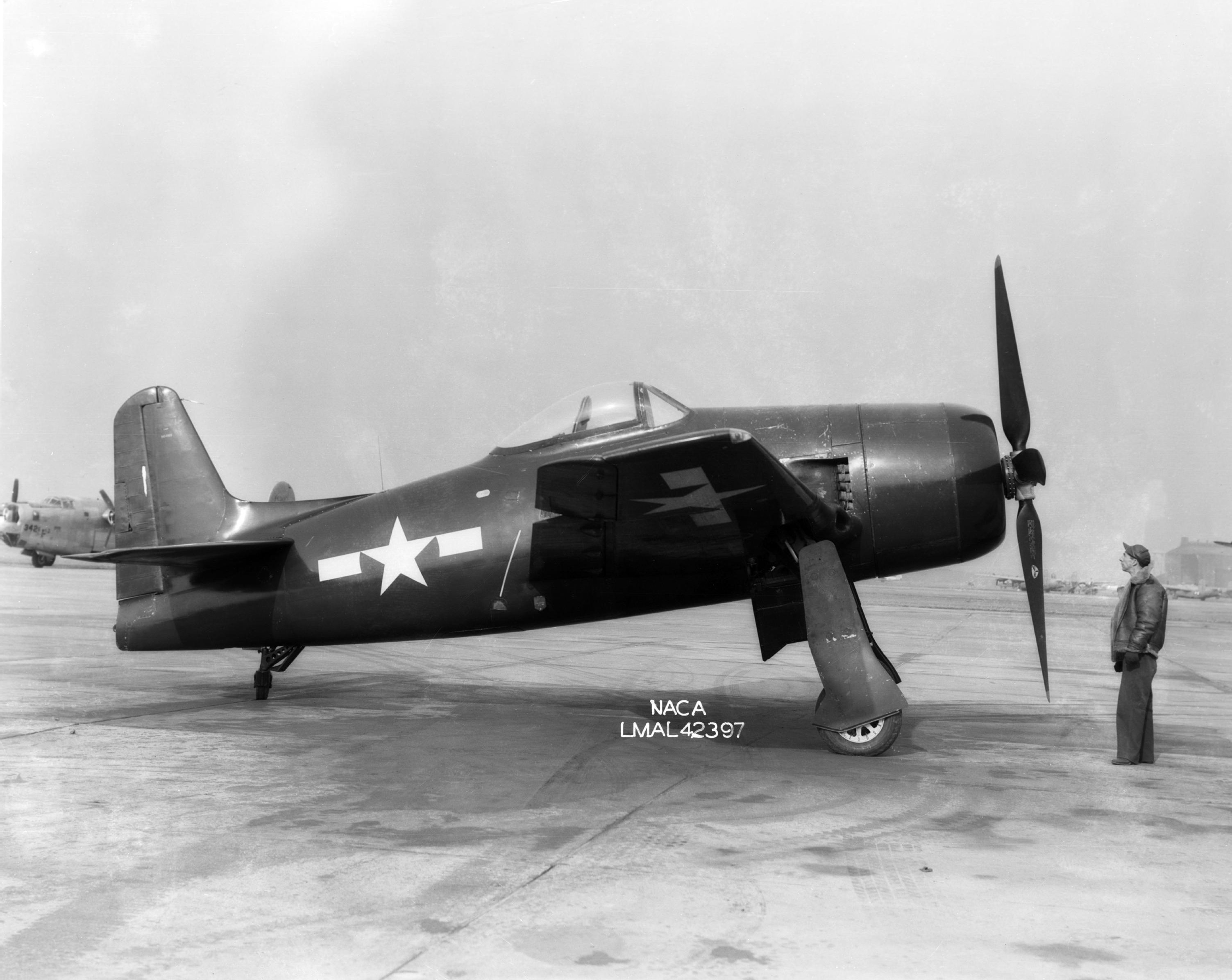
Prototyp XF8F-1 v Langley Research Center (NACA) v roce 1945.

Vývoj Bearcatu začal v roce 1943 pod vedením šéfkonstruktéra Williama Schwendlera. Letoun, označený jako návrh 58, byl vyvíjen jako relativně lehký přepadový stíhač určený k ochraně operačních svazů letadlových lodí před lehkými a obratnými stíhači charakteru letounů Micubiši A6M či strojů kamikaze. Měl být také schopen operací z eskortních letadlových lodí, ze kterých běžné létaly letouny Grumman F4F Wildcat, ale větší F6F Hellcat už nikoliv. Vznikl tak letoun menších rozměrů než standardní Grumman F6F Hellcat, vyznačující se vysokou rychlostí, stoupavostí a obratností. US Navy dne 29. listopadu 1943 objednalo stavbu dvou prototypů XF8F-1 (sériová čísla 90460 a 90461). První let nového typu proběhl 21. srpna 1944, přičemž první prototyp tehdy pilotoval zkušební pilot Bob Hall (druhý prototyp vzlétl 2. prosince 1944). Při prvním letu kazily ovladatelnost stroje turbulence pod křídlem, způsobené horkými plyny z chladiče oleje. Po nápravě však letoun prokázal dobré vlastnosti a rychlost až 680 km/h.
V červnu 1944 byla objednána stavba 23 předsériových (určených pro zkoušky) a 2000 sériových kusů. S letouny se počítalo pro invazi do Japonska (operace Downfall), ke které však nakonec nedošlo. První předsériový kus byl zalétán v lednu 1945, 17. února 1945 pak letoun úspěšně absolvoval zkoušky na palubě lehké letadlové lodě třídy Avenger USS Charger.
Zkoušky ukázaly, že letoun má nedostatečný dolet, a proto byla původní palivová nádrž o objemu 160 galonů nahrazena novou o objemu 183 galonů. Dále byl použit motor Pratt & Whitney R-2800 Double Wasp ve verzi -34W s kompresorem o nastavitelné rychlosti a upraveno výfukové potrubí.

## Konstrukce
F8F byl aerodynamicky čistý dolnoplošník celokovové konstrukce s poloskořepinovým trupem a křídlem potaženým duralovými plechy. Konce křídla byly konstrukčně zeslabeny tak, aby se při překročení povoleného přetížení (9 g) odlomily, většina křídla by tak však zůstala zachována a letoun ovladatelný (při odlomení jen jednoho z konců křídla bylo možné druhý odstřelit). Podvozek letadla byl záďový. Pohonnou jednotkou byl dvouhvězdicový vzduchem chlazený osmnáctiválec Pratt & Whitney R-2800 Double Wasp ve verzích -20, -30W a -34W. Vrtule byla čtyřlistá. Palivová nádrž se nacházela pod podlahou pilotní kabiny. Pilot seděl pod kapkovitým překrytem umožňujícím dobrý výhled dozadu. Opěrka hlavy byla pancéřována, později k ní přibyla podpěra. Výzbroj tvořily čtyři 12,7mm kulomety či čtyři 20mm kanóny a podvěšená výzbroj nesená na třech závěsnících.

## Varianty
F8F-1

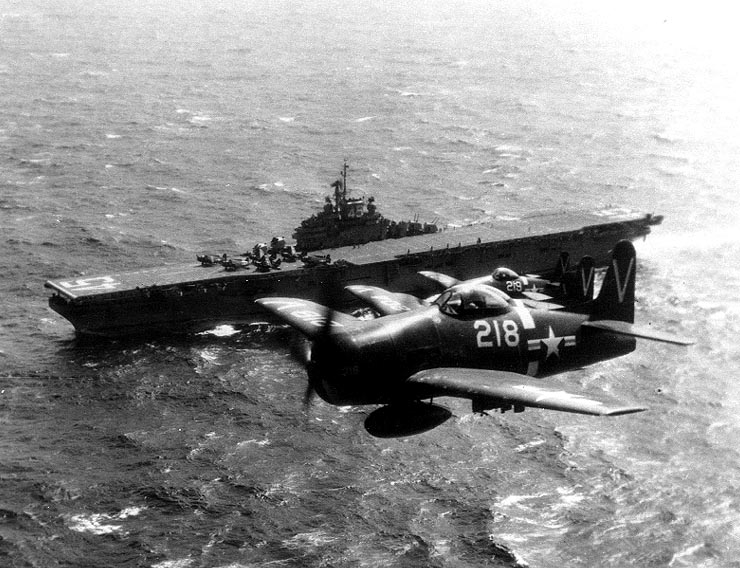
F8F-1 squadrony VF-12A Fighting Twelve na letadlovou lodí USS Valley Forge, 1948

První sériová verze F8F-1 se příliš nelišila od předsériových strojů. Nově letoun dostal tři závěsníky (jeden pod trupem a dva pod křídlo) pro pumy, přídavné nádrže, pouzdro s 12,7mm kulomety či 293mm neřízené střely Tiny Tim. Pod trupem mohl nést nádrž o objemu 100 či 150 galonů, 227kg či 454kg pumu. Křídelní závěsník unesl výzbroj do hmotnosti 454 kg. Celkem bylo mezi květnem 1945 a srpnem 1947 vyrobeno 747 kusů F8F-1.
F8F-1B
Verze F8F-1B se od původních F8F-1 lišila silnější výzbrojí tvořenou čtyřmi 20mm kanóny typu M3 se zásobou 205 granátů na hlaveň. Kanónové stroje se poznají podle hlavní kanónů, čnějících před náběžnou hranou křídla. Celkem bylo od března 1947 do ledna 1948 vyrobeno 224 či 226 strojů této verze.
F8F-1N
Noční stíhací verze F8F-1N vznikla v roce 1946 přestavbou menšího množství F8F-1. Letoun dostal autopilota GR-1, radiovýškoměr, střelecký zaměřovač Mk 20 a tlumiče plamenů na výfuky. Radar typu AN/APS-19 byl v kontejneru podvěšeném pod pravou polovinou křídla. Výzbroj tvořily čtyři kulomety.
F8F-1D
Dálkově ovládané stroje.
F8F-2

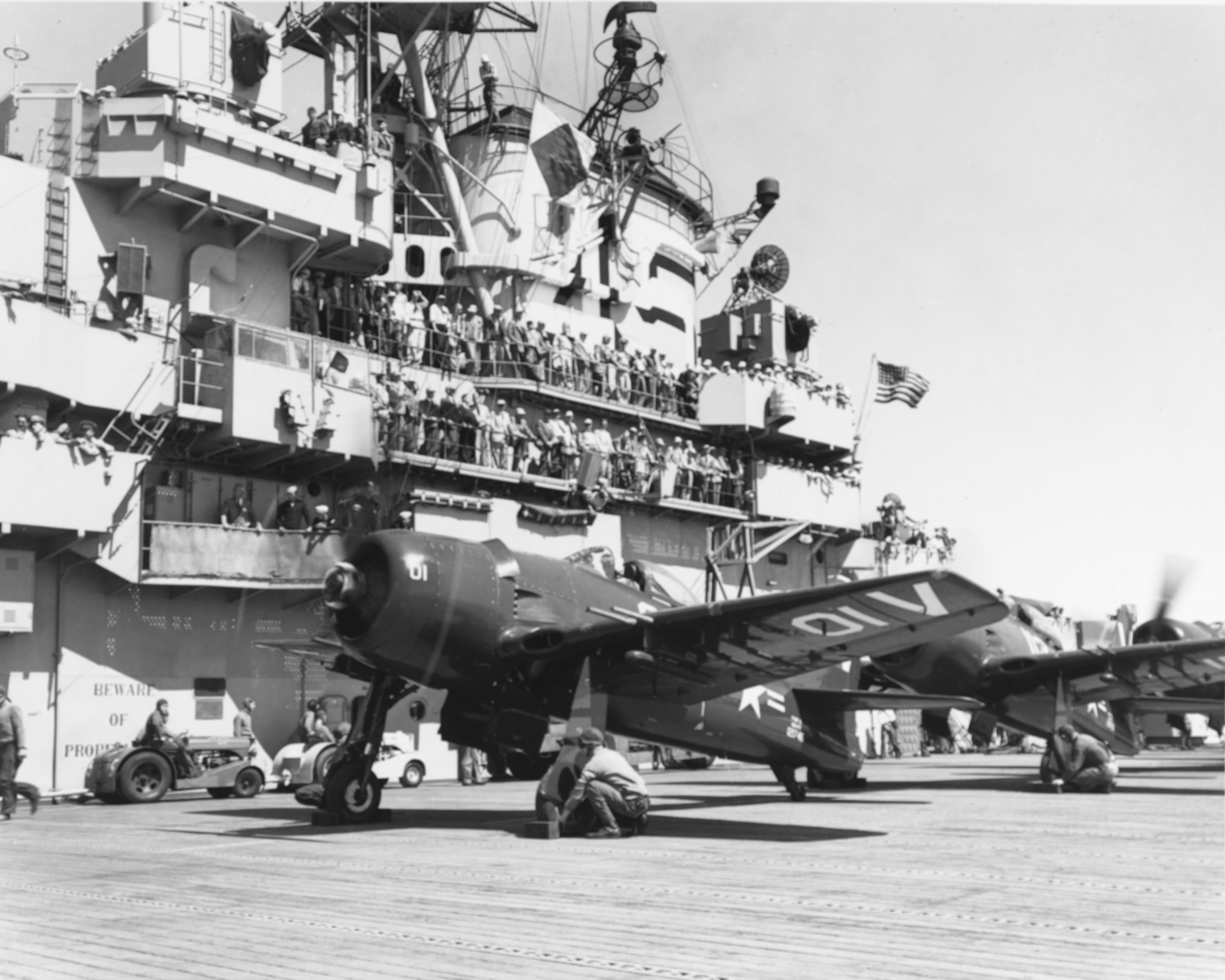
F8F-2 jednotky VF-111 Sundowners na palubě letadlové lodi USS Valley Forge, 1949

Verze F8F-2 se lišila použitím motoru R-2800-30W o výkonu 2250 hp se společnou regulací pohonné jednotky a vícerychlostního kompresoru. Svislá ocasní plocha byla o 30,5 cm zvýšena. Výroba probíhala od října 1947 do května 1949. Některé prameny uvádí 365 a jiné 282 vyrobených kusů.
F8F-2N
Verze F8F-2N určená pro operace za každého počasí se od F8F-1N lišila modernějším autopilotem GR-2 a kanónovou výzbrojí. Přestavěno bylo 12–13 strojů.
F8F-2P

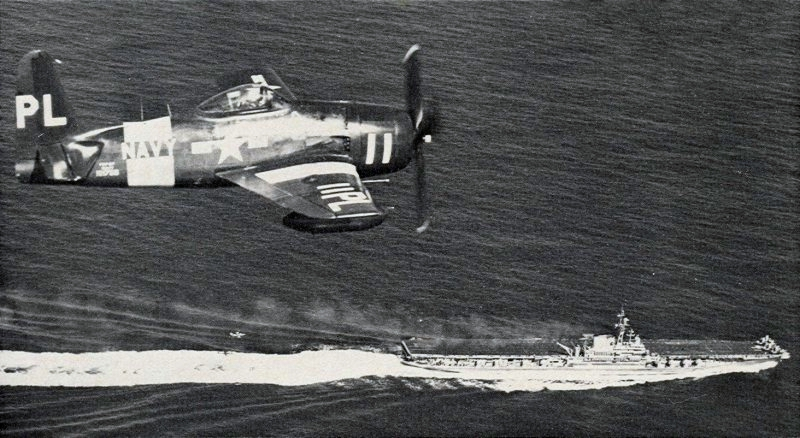
F8F-2P jednotky VC-62 Fighting Photos nad letadlovou lodí USS Midway. Léta 1949/1950.

Verze F8F-2P byla určena pro taktický průzkum. Letouny nesly tři kamery (jedna v trupu pro svislé snímkování a dvě v bocích trupu) a jejich výzbroj byla omezena na dva 20mm kanóny.
F8F-2D
Dálkově ovládané stroje.

## Operační nasazení

### USA

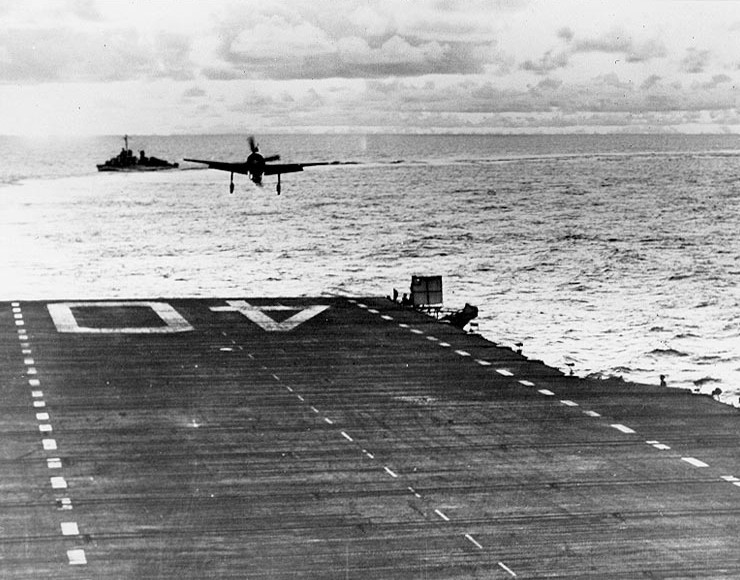
F8F-1 přistává na palubě letadlové lodi USS Tarawa, 1948

Jako první dostala 21. května 1945 nové Bearcaty jednotka VF-19. V červenci 1945 jednotka dosáhla operačního statusu a přemístila se na letadlovou loď třídy Independence USS Langley, japonská kapitulace však přišla dříve, než mohla být bojově nasazena. Po skončení války byly objednávky Bearcatů omezeny, přesto je k 1. září 1948 používalo celkem 28 stíhacích squadron US Navy a typ (především verzi F8F-2) používalo i letectvo námořní pěchoty. Nebyly však nasazeny ani v Korejské válce. Bearcaty byly od stíhacích jednotek vyřazeny roku 1950 (byly převedeny k výcviku a do zálohy), průzkumné stroje sloužily do roku 1952. V roce 1955 byly poslední F8F vyřazeny i z rezervy.
V letech 1946–1959 používala typ F8F akrobatická skupina amerického námořnictva Blue Angels. Letouny skupina používala od svého vzniku v roce 1946 a nahradila je proudovými stroji Grumman F9F Panther.

### Francie
Ve druhé polovině 40. let se francouzský letecký průmysl teprve vyrovnával se zpožděním, které nabral za druhé světové války a teprve zde začínal vývoj nových domácích typů. V tuto dobu francouzské letectvo používalo řadu typů dodaných ze zahraničí k nimž patří také Bearcat. Armée de l'Air získalo z amerických přebytků nejprve v roce 1950 letouny Hellcat a v následujícím roce modernější Bearcaty (výhodou palubních strojů byla jejich větší robustnost a odolnost při provozu v náročných podmínkách). Letouny byly určeny pro bojové operace ve Francouzské Indočíně, kde působily jako útočné letouny. Francii bylo dodáno přibližně 120 Bearcatů verzí F8F-1 a F8F-1B. V akcích používaly kromě kanónů a kulometů také americké 227kg a 454kg pumy, francouzské 200kg pumy, kontejnery s napalmem či 127mm neřízené střely. Bearcaty používalo sedm stíhacích (Group de Chasse: 1/6 Corse, 3/6 Rousillon, 1/22 Saintonge, 2/8 Languedoc, 1/9 Limousin, 2/21 Auvergne a 1/21 Artoise) a jedna průzkumná jednotka. Bearcaty se mimo jiné podílely na bitvě u Dien Bien Phu. Po skončení konfliktu byly letuschopné stroje předány letectvu Jižního Vietnamu.

### Jižní Vietnam
Nově vzniklé letectvo Jižního Vietnamu získalo v roce 1956 od Francie přibližně 25 kusů F8F. Byla z nich vytvořena stíhací squadrona, která 1. června 1956 dosáhla operačního statusu (převážně sloužila k výcviku). Používány byly až do roku 1959, kdy byly pro značné opotřebení nahrazeny americkými útočnými letouny Douglas A-1 Skyraider.

### Thajsko

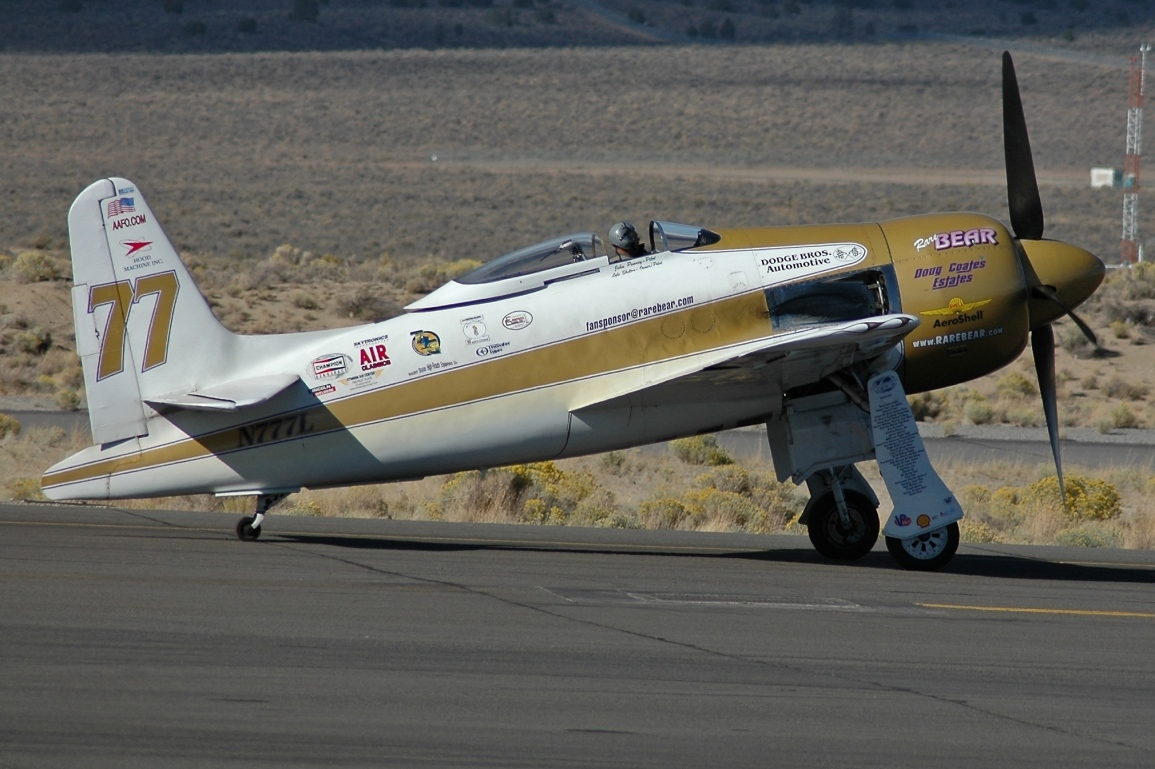
F8F přestavěný na závodní stroj F8F Bearcat Rare Bear, vybavený motorem Wright R-3350

Thajské královské letectvo získalo první Bearcaty v roce 1951 a postupně jich sem bylo dodáno celkem 129 kusů (100 F8F-1 a 29 F8F-1B). Thajsko letouny provozovalo až do počátku 60. let, kdy byly nahrazeny typy Republic F-84 Thunderjet a North American F-86 Sabre.

## Civilní uživatelé
V USA bylo menší množství vyřazených F8F zakoupeno soukromníky a přestavěno na závodní speciály či letouny pro závody kolem pylonů. Například letoun Conquest 1 (Bearcat sériového čísla 121646) Darryla Greenamyera překonal 16. srpna 1960 dosažením rychlosti 776,449 km/h rychlostní rekord Fritze Wendela na letounu Messerschmitt Me 209V-1 z roku 1939.

## Specifikace (F8F-1 Bearcat)

### Technické údaje
- Osádka: 1 (pilot)
- Rozpětí: 10,82 m
- Délka: 8,43 m
- Výška: 4,16 m
- Nosná plocha: 22,67 m²

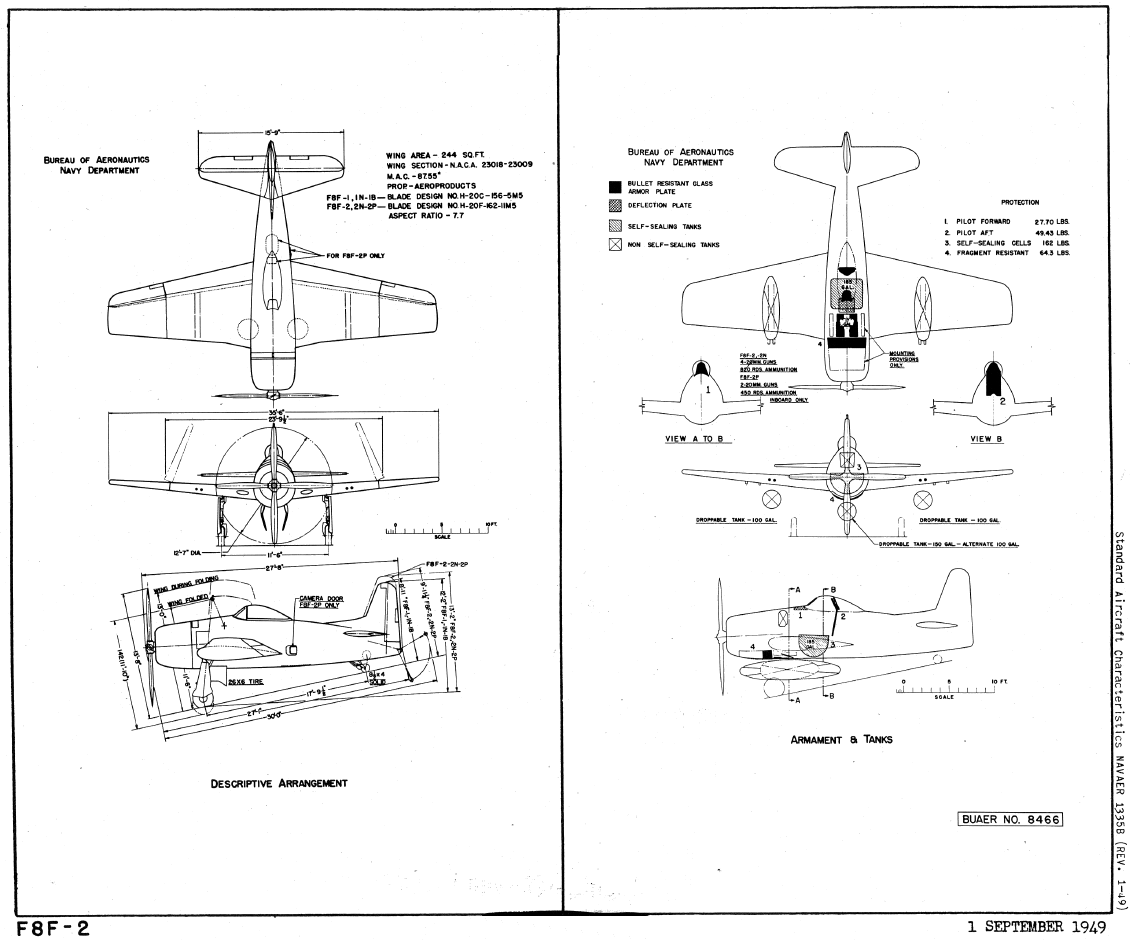
F8F-2 Bearcat

- Hmotnost prázdného letounu: 3322 kg
- Vzletová hmotnost: 4387 kg
- Max. vzletová hmotnost: 5779 kg

### Výkony
- Maximální rychlost ve výšce 5730 m: 689 km/h
- Dostup: 11 795 m
- Stoupavost: 23,2 m/s
- Dolet: 1778 km
- Pohonná jednotka: 1 × dvouhvězdicový vzduchem chlazený osmnáctiválec Pratt & Whitney R-2800-34W Double Wasp
- Výkon motoru: 2100 k (1567 kW)

### Výzbroj
- 4× 12,7mm kulomet M2 Browning
- 4× neřízená střela HVAR ráže 127 mm
- 3× 454 kg pum[zdroj?]
- 2× neřízená střela Tiny Tim[zdroj⁠?!]